# Yelizaveta Deméntieva
Yelizaveta Deméntieva –en ruso, Елизавета Дементьева– (nacida Yelizaveta Kislova, 5 de marzo de 1928-27 de julio de 2022) fue una deportista soviética que compitió en piragüismo en la modalidad de aguas tranquilas.
Participó en los Juegos Olímpicos de Melbourne 1956, obteniendo una medalla de oro en la prueba de K1 500 m. Ganó dos medallas en el Campeonato Mundial de Piragüismo de 1958, y tres medallas en el Campeonato Europeo de Piragüismo en los años 1957 y 1959.

## Palmarés internacional
| Juegos Olímpicos   | Juegos Olímpicos       | Juegos Olímpicos | Juegos Olímpicos |
| Año                | Lugar                  | Medalla          | Competición      |
| ------------------ | ---------------------- | ---------------- | ---------------- |
| 1956               | Melbourne (Australia)  | Medalla de oro   | K1 500 m         |
| Campeonato Mundial |                        |                  |                  |
| Año                | Lugar                  | Medalla          | Competición      |
| 1958               | Praga (Checoslovaquia) | Medalla de oro   | K1 500 m         |
| 1958               | Praga (Checoslovaquia) | Medalla de plata | K2 500 m         |
| Campeonato Europeo |                        |                  |                  |
| Año                | Lugar                  | Medalla          | Competición      |
| 1957               | Gante (Bélgica)        | Medalla de oro   | K1 500 m         |
| 1959               | Duisburgo (RFA)        | Medalla de oro   | K1 500 m         |
| 1959               | Duisburgo (RFA)        | Medalla de oro   | K2 500 m         |